# Sveti Marko (Kvarner)
Sveti Marko je najsjeverniji jadranski otok u Riječkom zaljevu ispred Kraljevice.  Zbog važnoga prometnog položaja na prijelazu između kopna i Krka, te zbog plovidbe iz Riječkog zaljeva u Vinodolski kanal, taj otok je poznat još od antike pod imenom Almis, te u srednjem vijeku kao Omiš. Današnje ime je dobio za mletačke uprave, točnije od Madridskog mira 1618. godine. Zbog brojnih crkvica, čiji ostatci danas nisu vidljivi, u prošlosti se zvao Scoglio Alma (Otok svetih, Školj, Sveti). 
Danas je najpoznatiji po tomu što preko njegove istočne strmine prolazi Krčki most.

## Zemljopis
Ovaj otok ima trokutni oblik, a strmi otočni greben uzdiže se od sjeverozapada prema jugoistoku, gdje je iznad mosta najviši otočni vrh Glava, 104 m. Na sjevernom rtu Brodac nalazi se svjetionik, a u zapadnom tjesnacu prema Omišlju je niži otočić Selehovac. Istočna i jugozapadna obala su mu strme i nepristupačne, a sjeverozapadna je položita i lakše dostupna.
Taj je dio plitak i pristupačan zapadni dio. Na istoku Sv. Marko prelazi u stjenoviti greben.

## Flora i fauna
Gornji otočni greben s padinama je uglavnom gol i kamenit s oskudnom travom, a više poluzimzelenog grmlja ima uz nisku sjeverozapadnu obalu. U posebnoj flori tog otoka ističu se 3 rijetka biljna endema: Markova visika (Cerinthe smithiae), riječki kostriš (Senecio fluminensis) i riječki kravljak (Carlina fiumensis).
Prepun je ljekovitog bilja što mu je još u prošlosti davalo izvrnu podlogu za ispašu ovaca, čija su stada i danas na Sv. Marku.

## Vode
Na otočiću je malo jezerce koje ovcama služi kao pojilo.

## Stanovništvo
Izgleda da je u starom i srednjem vijeku bio stalno naseljen. 
Otok je sada uglavnom nenaseljen, osim stražarnice uz most, te povremenih posjeta ribara i turista.

## Povijest
Arheološki nije sustavno istraživan. Postoje mišljenja da je naseljen još u prapovijesti. Neki autori spominju građevine koje su postojale u starom vijeku i koje su se rabile sve do u srednji vijek. Cisterna za vodu bila je podno samog vrha otoka, iz koje su se stanovnici opskrbljivali. Neki nalazi ispod urušenih zidova građevine ukazuju da bi mogli biti ostatcima kanalizacije. Pretpostavlja se da je postojao i sustav za navodnjavanje. U antici je nosio ime Almis.
U prošlosti je bio važna strateška točka, jer se s vrha otoka izvrsno vidi okolno pomorje. Na jugu su ostatci bizantske tvrđave iz Justinijanova vremena i crkve sv. Ivana Zlatoustog namijenjenoj bizantskoj vojnoj posadi. Druga crkva je posvećena sv. Martinu, a obje su crkve bile unutar castruma. Bizantski je castrum iz polovice 6. stoljeća, a smješten je pod hrbatom škoja Sv. Marka na samoj citadeli, bio je izdužena oblika i pratio je konfiguraciju terena i bio je portal otoka Krka, nadzorni i taktični punkt obrane od nasrtaja s kopna. Sve do 16. stoljeća dio je castruma Mlečanima služio kao promatračnica. 49. pr. Kr. otok Krk bio je pod blokadom i ovdje se odvila pomorska bitka u građanskom ratu vođenom između Pompeja i Julija Cezara. Cezar je izgubio, no Pompeja je porazio u potpunosti dvije godine poslije u bitci pokraj otoka Šćedra nadomak Hvara. Benediktinci su ovdje imali posjede na jugozapadnom dijelu otoka. Za mletačke uprave, podignuta je mletačka utvrda koja je imala stalnu posadu. Crkvica sv. Marka sagrađena je za njih. Mlečani otokom vladaju od 1480. godine. Mlečani su nadzirali promet promet brodova senjskih uskoka u Uskočkom ratu, pa nijedan brod nije mogao doploviti neprimijećen. Vojsci otočić više nije služio nakon Madridskog mira 1618., nakon čega ga je opatija Sv. Nikole u čijem je bio vlasništvu počela davati u zakup ovdašnjim ljudima zbog ispaše. Svetim Markom su se brojni osvajači poslužili za osvajanje otoka ili obližnje obale, pa je Gabriele D'Annunzio sa svojim arditima se preko Sv. Marka prebacio na otok Krk 1919. godine. Zbog potreba izgradnje Krčkog mosta bila su brojna miniranja zbog čega se znatno promijenila konfiguracija otoka. Dio otočića je "odsječen" upravo na mjestu gdje su vidljive ruševine utvrde čime je trajno nestao dio bizantske utvrde (castruma) pa su danas vidljivi samo na najvišoj točki otoka.

## Promet
Preko Svetog Marka prolazi Krčki most.

## Ostale zanimljivosti
Na Sv. Marku nalazi se Galebova spilja, tj. špilja galeba Marka.

## Vanjske poveznice
- Otok Krk Milovan Kirinčić: Skrivena blaga otoka Krka, 15. kolovoza 2011.
- Adriaboat  Arhivirana inačica izvorne stranice od 19. listopada 2004. (Wayback Machine) Tihi kanal